# 메이저 리그 베이스볼 올해의 신인상
메이저 리그 베이스볼 올해의 신인상(Rookie of the Year Award)은 메이저 리그 베이스볼에서 그 해 시즌에서 가장 활약한 신인 선수에게 주어지는 상이다. 아메리칸 리그 · 내셔널 리그에서 각각 1명이 선출된다. 1947년에 제정되어 1948년까지는 양 리그에서 1명이 선출, 1949년부터 각 리그마다 1명이 선출된다. 첫 번째 수상자는 재키 로빈슨이다. 이를 기념하여 1987년에 재키 로빈슨 상(Jackie Robinson Award)이라는 별명이 붙여졌다.

## 같이 보기
- 플레이어스 초이스 어워드